# フジテレビ30年史
『フジテレビ30年史』（フジテレビさんじゅうねんし）は、1988年3月31日にフジテレビ系列で放送されたバラエティ番組・特別番組である。
『フジテレビ開局30周年特別企画』の一環として放送された。
正式タイトルは『開局30周年特別企画  フジテレビ30年史 秘蔵VTR一挙大公開』（ - ひぞうブイティーアールいっきょだいこうかい）。

## 概要
フジテレビが開局したのは、昭和34年（1959年）3月のことであった。
『スター千一夜』『おとなの漫画』そして、皇太子（太上天皇）御成婚慶祝番組という歴史的な行事で、放送の第一歩をスタートした。
やがて、さまざまな時代をくぐり抜け、常に"今"を送り届け、ニュース、ドラマ、バラエティー、音楽と"楽しくなければテレビじゃない"に徹してきた。そこで、開局30周年特別企画として、秘蔵VTRを一挙公開する番組を放送する事となった。

## 放送時間
- 1988年3月31日（木曜）20:03 - 23:18（JST）
  - 20:00 - 20:03には予告番組『今夜の30周年特別企画』（さんまが開局した1959年当時の社長挨拶を模したコントをするもの。映像はカラーではなくモノクロ放送をイメージしてセピア色に加工されていた）が放送された。
  - 20:00の『ときめきざかり』と22:00の『木曜劇場 窓を開けますか?』は既に終了、21:00の『なんてったって好奇心』は休止された。また、20:54の『FNNニュース・明日の天気』は19:54へ繰上げ、21:54の『夢引越』、22:54の『四季の詞』、23:00の『FNN DATE LINE』は、それぞれ23:18・23:24・23:30へ繰下げた。なお『夢引越』と『四季の詞』はこの日が最終回、そして『DATE LINE』は単独番組としては最終回となった[2]。
  - 番組のエンドロールには、フジテレビのクロージングの変遷（富士山、I・eye・愛、目玉タウンなど）が使われ、最後は「目玉タウン」（1988年 - 2002年）のクロージングバージョンで締めた。

## 出演者

### 司会
- 明石家さんま
- 楠田枝里子（フリーアナウンサー）
- 露木茂（当時フジテレビアナウンサー）

### ゲスト

#### トークコーナー
- タモリ
- ビートたけし
- 小堺一機
- 沢口靖子

ほか

#### 集まれ! フジっ子NO.1クイズ

##### 解答者
- 寺島純子（現・富司純子）
- 山田邦子
- 畑正憲
- 渡辺満里奈
- 片岡鶴太郎
- 関根勤
- 斉藤由貴
- 少年隊

##### 出題ゲストなど
- 加藤みどり
- 高橋和枝
- 野村道子
- 貴家堂子
- 増岡弘
- 永井一郎
- 麻生美代子
- 五社英雄
- 南野陽子
- 浅香唯
- 滝雅也
- カータン

ほか

#### 地上最大のクイズ
- 桂小金治
- フジテレビ社員

ほか

## テーマ曲
- オープニング
  - 「『バック・トゥ・ザ・フューチャー』のテーマ」（作曲 - アラン・シルヴェストリ）
- エンディング
  - 「スタンド・バイ・ミー」（作曲 - ベン・E・キング、ジェリー・リーバー、マイク・ストーラー、歌 - ベン・E・キング）

## 主なコーナー
トークコーナー
- 和風の部屋などのセットにゲストを迎え、様々な番組を紹介し、それに関するトークをする。
- 室内には、かつてのフジテレビの番組で使用されていた小道具が並べられていた。

これが一回目だ!
- フジテレビの人気番組の第1回のオープニング映像を紹介。

集まれ! フジっ子No.1クイズ
- 芸能人が4チームに分かれ、フジテレビに関するクイズに挑戦する。
- 形式は筆記クイズが多かったが、最後のコーナーは、VTRを見て番組タイトルを早押しで答えるクイズだった。
- 最終的に点数の多かったチームが優勝、優勝チームは『ママとあそぼう!ピンポンパン』のカータンから賞品[3]を貰った。

アニメ大好き
- CM前のミニコーナー。フジテレビで放送されたテレビアニメをダイジェストで紹介。

ヒーロー大好き
- CM前のミニコーナー。フジテレビで放送された実写ヒーロードラマをダイジェストで紹介。

大そうじで出てきた番組たち
- フジテレビ倉庫から発見された、マイナー番組などを紹介。

お世話になった女優たち
- フジテレビで放送されたドラマと、出演女優を紹介。

地上最大のクイズ
- かつて同局で1962年から1965年まで放送された『オリンピックショウ 地上最大のクイズ』の復刻版。解答者は全てフジテレビの現役役員および社員。ソクラテス（出題者）はかつての司会者だった桂小金治。
- 冒頭では、同番組の放送当時を再現する目的で画面をモノクロにしてOPを再現した。かつてのスポンサーだった日清食品は参入していないため、前列解答席の「日清食品」の文字は省かれた。

こんな頃からお世話になりました
スターはずかしVTR
- スターの若かりし頃にフジテレビに出演していた映像を紹介。

ニュース30年史
- 開局時の1959年から現在（1988年）までのニュース映像を紹介する。

ピンポンパンですよ〜!
- 『ママとあそぼう!ピンポンパン』の歴代のお姉さんを紹介。

テレビでデート
- フジテレビ系列で制作された男女のお見合い・トーク番組を紹介。

話題のCM30年史
- 1959年から1986年までの様々なコマーシャルを紹介。

キャンペーン特集
- フジテレビの歴代キャンペーンCMを紹介。楠田と幸田シャーミン出演作も放送。

## 放送された番組
番組内で最初に紹介された順に掲載。

## 関東地区での再放送
- 関東地区では1988年4月16日に、『土曜スペシャル』（関東ローカル）で再放送。枠は14:30 - 17:49[18]に拡大して放送した[19]。

## スタッフ
- 協力：SONY/PCL
- 構成：加藤芳一、鶴間政行、腰山一生、大田一水、鈴木清一
- 振付：西条満
- スタイリスト：矢野悦子、滝本文子
- TD：佐藤正直
- カメラ：竹越由幸、森田修、白戸義之、福田紳一郎
- 音声：三井登、松本勝
- VE：鎌倉恒夫、鈴木正儀
- 照明：大和田恵久、植松良友
- 音響効果：佐藤昭、西野有彦（4-Legs）
- 編集：秋葉武弘（IMAGICA）、堀口和彦（ビジョンユニバース）
- MA：寺尾享泰（IMAGICA）
- 美術制作：鈴木武治
- デザイン：高橋幸夫
- 美術進行：山根安雄
- 大道具：山縣昭三
- 装飾：三浦清隆
- 持道具：若林一也
- 衣裳：保沢紀
- メイク：太田修
- 視覚効果：渡部宏一
- 電飾：西郷通泰
- アクリル装飾：平山晃哉
- 生花装飾：佐伯孝夫
- タイトル：岩崎光明
- 衣裳協力：JUNKO KOSHINO、verde monte
- 取材：大田令子、中村絵麻、新井隆志、金田益実
- 企画：久保田榮一、山縣慎司
- 編成資料：西村和男、河西三千代
- 著作権：篠原敏郎
- 広報：笠井渉三、小暮雄一
- 演出スタッフ：清水淳司、代々木明徳、深水良輔、笠井昌章、高岡真司、染谷昌彦、荒井順子、山中京子
- ディレクター：小畑芳和
- ゼネラルプロデューサー：横澤彪
- 制作協力：田辺エージェンシー、オフィス北野、吉本興業
- 制作：フジテレビバラエティ制作センター
- 制作著作：フジテレビ